# Type 20 (автомат)
5,56-мм автомат Тип 20 (яп. 20式5.56mm小銃 ни-мару-сики-5.56-мири-сё:дзю:), известный также как Type 20 5.56mm Rifle (яп. 20式5.56mm小銃 ni-maru-shiki-go-ten-go-roku-miri-shōjū), — автомат, разработанный для Сухопутных сил самообороны Японии компанией Howa. Первые экземпляры были закуплены в 2019 году, и в конечном итоге они должны заменить автоматы Тип 89 на службе.

## Разработка
В августе 2014 года сообщалось, что Сухопутные силы Японии ищут новую винтовку для замены Типа 89. Первоначальными кандидатами на замену были Heckler & Koch G36, Heckler & Koch HK416, Steyr AUG, FN SCAR и новая винтовка, разработанная компанией Хова.
В 2015 году министерство обороны Японии закупило различные винтовки иностранного производства для испытаний и заключило контракт с Хова на испытания отечественной винтовки.

## История
18 мая 2020 года Министерство обороны объявило, что винтовка получит обозначение Тип 20. Также было объявлено, что Type 20 сначала будет выдаваться солдатам десантной бригады быстрого реагирования.

## Конструкция
Предполагается, что Тип 20 обладает большей надёжностью, огневой мощью и модульностью по сравнению с Типом 89. Это необходимо, так как водостойкость необходима для десантных операций на юго-западных островах Японии. Одним из ключевых отличий, которое она имеет по сравнению с Типом 89, является добавление нескольких планок, что делает ее первой японской винтовкой, имеющей эту функцию в стандартной комплектации. Магазин считается совместимым со STANAG. Винтовка имеет телескопический приклад, вертикальную переднюю рукоятку, двусторонний предохранитель и работает с помощью газового поршня с коротким ходом. По сравнению с исходной конструкцией, текущая конструкция Типа 20 сохраняет многие из тех же характеристик с некоторыми заметными изменениями. Ствол был немного укорочен, а цевьё был переработано и получило гнёзда интерфейса M-LOK. Боковые поручни были расширены, добавлены складные прицельные приспособления.
Из-за радикального и современного изменения конструкции винтовки по сравнению с ее предшественницей есть некоторые предположения о том, как она получила свой дизайн. Одно предположение состоит в том, что на конструкцию, возможно, повлияли различные винтовки иностранного производства; так как Япония имеет опыт закупки и использования ряда иностранных винтовок у спецназа. Таким образом, конструкцию Type 20 сравнивали с FN SCAR, CZ 805 BREN и Heckler & Koch HK433; некоторые наблюдатели считают, что винтовка имеет такие же размеры и функциональность, что и SCAR. Предполагается, что еще одно влияние на дизайн оказал опыт, полученный Хова при разработке вариантов ACIES для Типа 89.
Винтовка весит 3,5 кг и имеет общую длину от 780 мм до 850 мм в зависимости от расположения приклада. Длина ствола 330 мм. В отличие от Типа 89, Тип 20 не использует режим стрельбы очередями по три патрона, поскольку это было сочтено ненужным. Винтовка совместима с подствольным штык-ножом, и, по данным пресс-конференции Минобороны, винтовка может использоваться вместе с подствольным гранатомётом Beretta GLX-160. Винтовка также была продемонстрирована с цевьём с миниатюрными сошками и 8-кратным оптическим прицелом DEON MARCH.

## Пользователи
Япония: В декабре 2019 года, Силы самообороны Японии выбрали Type 20 для замены Howa Type 89, превосходя Heckler & Koch HK416 и FN SCAR. 3.283 винтовок были закуплены в 2020 году, на общую сумму в 9 миллионов долларов.

## Использованная литература
1. 1 2 3 4  意匠登録1526204. J-PlatPat (2015). Дата обращения: 1 апреля 2020.
2. 1 2  意匠登録1558395. J-Platpat (2015). Дата обращения: 1 апреля 2020.
3. ↑  20式5.56mm小銃 (яп.). Дата обращения: 4 октября 2022. Архивировано 3 февраля 2021 года.
4. 1 2 3  Moss, Matthew. FIRST LOOK: Japan's New Type 20 Rifle. The Firearm Blog (18 мая 2020). Дата обращения: 5 января 2023. Архивировано 5 января 2023 года.
5. ↑  陸上自衛隊、新型小銃の導入を検討へ. Tokyo D&A Review (яп.). 19 августа 2014. Архивировано 31 марта 2019. Дата обращения: 12 марта 2020.
6. ↑  陸自、水に強い小銃「20式」導入 31年ぶりに更新：朝日新聞デジタル (неопр.). Asahi. Дата обращения: 5 января 2023. Архивировано 20 мая 2020 года.
7. ↑  Defense Programs and Budget of Japan (Draft): Overview of JFY2020 Budget. Ministry of Defense (Japan) 20 (август 2019). Дата обращения: 2 марта 2022. Архивировано из оригинала 3 июня 2020 года.
8. ↑  McCurdy, Christen (19 мая 2020). Japanese military to receive new rifles for the first time since 1989. UPI. Архивировано 24 января 2022. Дата обращения: 20 марта 2021.
9. 1 2  Nash, Ed (11 декабря 2019). Japanese Self Defence Force Selects New Rifle and Pistol; New MG Also Likely. Military Matters. Архивировано 16 февраля 2020. Дата обращения: 20 марта 2020.
10. 1 2  陸上自衛隊の新小銃(HOWA 5.56)・新拳銃(H&K SFP9)が決定! (неопр.). hyperdouraku (11 декабря 2019). Дата обращения: 2 апреля 2020. Архивировано 11 мая 2020 года.
11. ↑  Nash, Ed (11 декабря 2019). Japanese Self Defence Force Selects New Rifle and Pistol; New MG Also Likely. Military Matters. Архивировано 16 февраля 2020. Дата обращения: 20 марта 2020.
12. 1 2  Kiyotani, Shinichi (21 мая 2020). 防衛省、陸自の新小銃と新拳銃公開. Japan In-depth (яп.). Архивировано 16 мая 2021. Дата обращения: 20 марта 2021.
13. ↑  Japanese ground forces get new small arms. Asian Military Review (27 мая 2020). Дата обращения: 5 января 2023. Архивировано 5 января 2023 года.